# Ramal da Base Aérea da Maceda

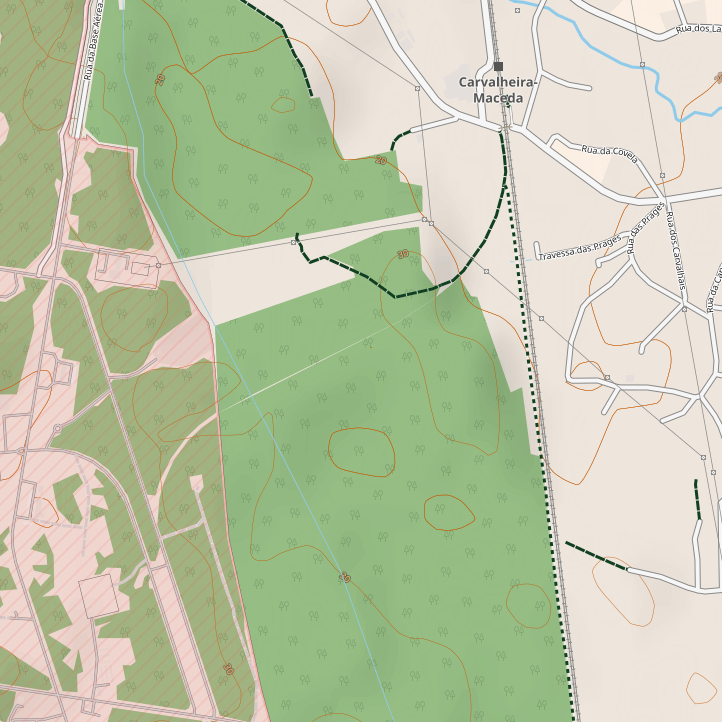
Vestígios da ferrovia extinta subsistem no terreno, visíveis nomeadamente no traçado de estradões e padrões silvícolas, revelando em vista aérea ou cartográfica o seu contorno sigmoide.

O Ramal da Base Aérea da Maceda, também referido localmente como Ramal da Maceda, é um segmento em desuso do sistema ferroviário português. Localizava-se na freguesia de Maceda e de Cortegaça, no concelho de Ovar, distrito de Aveiro, em Portugal, e ligava o Aeródromo Militar de Ovar (Aeródromo de Manobra N.º 1 da Força Aérea Portuguesa) à Linha do Norte no Apeadeiro de Carvalheira - Maceda por poente, ao lado direito sentido descendente (de Campanhã), com esse enfiamento.[carece de fontes?]
Atualmente encontra-se desativado e o seu leito ocupado parcialmente por rodovias e obstruído a espaços com afetações posteriores.[carece de fontes?]